# X Krajowe Zawody Balonów Wolnych o Puchar im. płk. Aleksandra Wańkowicza
X Krajowe Zawody Balonów Wolnych o Puchar im. płk. Aleksandra Wańkowicza – zawody balonowe zorganizowane w dniu 8 maja 1938 roku w Mościcach przez Mościcki Klub Balonowy.

## Historia
Organizatorem X Krajowych Zawodów Balonów Wolnych o Puchar im. płk. Aleksandra Wańkowicza był po raz pierwszy klub cywilny, a mianowicie Mościcki Klub Balonowy z dyrektorem Zakładów Azotowych inż. Romualdem Wowkonowiczem, prezesem klubu inż. Leszkiem Krzyszkowskim i inż. Mieczysławem Jaworkiem na czele.
Zawody poprzedził zjazd turystyczny samochodowo-motocyklowy w godzinach porannych dnia zawodów, a jego organizatorem był Mościcki Klub Motorowy Związku Strzeleckiego. W zjeździe wzięło udział 29 samochodów, 17 motocykli i motorowerów.
Do udziału w zawodach zgłoszono 12 balonów reprezentujących kluby i aerokluby: 2 Batalion Balonowy ( Katowice, Mazowsze), 1 Batalion Balonowy (Gryf, Pomorze), Aeroklub Warszawski (Hel, Syrena) i jego filia Koło Balonowe w Legionowie (Legionowo), Aeroklub Pomorski (Łódź, Mestwin), Klub „Guma” w Sanoku (Sanok), Mościcki Klub Balonowy (Mościce I, Poznań), Aeroklub łódzki (Łódź).  Kluby wojskowe wystawiły tylko po 2 balony oddając pozostałe balony klubom cywilnym. 
W przeddzień (sobotę 7 maja) odbyła się w kasynie Fabryki Zakładów Azotowych w Mościcach odprawa zawodników, a po niej losowanie kolejności startu poszczególnych balonów. Na miejsce startu wybrano boisko piłkarskie nad Białą. Balony napełniono wodorem i metanem. Wokół miejsca startu ustawiono 12 masztów, na których umieszczono flagi w barwach narodowych. Obok ustawiono trybunę i stację meteorologiczną. Start zaplanowano na godzinę 17–tą 8 maja 1938 roku. Kolejność startu balonów: Mościce I, Łódź, Syrena, Sanok, Katowice, Pomorze, Poznań, Mestwin, Legionowo, Mazowsze, Gryf i Hel.
Pomimo przenikliwego zimna i deszczu na starcie zgromadziło się około 10 000 osób. Przed odlotem orkiestry: wojskowa i fabryczna odegrały hymn narodowy. Wypuszczono baloniki i kilkaset gołębi.
Po rozpoczęciu zawodów pogoda się poprawiła, ale start utrudniał porywisty wiatr. Balon Syrena zawadził o maszt obok trybuny, lecz na szczęście nie uszkodził powłoki i mógł odlecieć. Balon Łódź przeleciał tuż nad trybuną wywołując popłoch wśród siedzących gości. Balon Poznań obsypał stojących obok trybuny piaskiem, a załoga o mało nie wpadła do pobliskiej rzeki.
We wtorek, 10 maja, do Mościc przyleciał gołąb wysłany przez załogę balonu Mościce I, ale zgubił meldunek. Balony Pomorze i Poznań wylądowały w Rumunii, a Mościce w Czechosłowacji i zostały zgodnie z regulaminem zdyskwalifikowane.

## Poczta balonowa
Podczas zawodów uruchomiono pocztę balonową. Balony zabrały przesyłki pocztowe z urzędu pocztowego w Mościcach opatrzone datownikiem „X Krajowe zawody balonów wolnych – Mościce”.

## Wyniki
| Zajęte miejsce    | Nazwa balonu, pojemność | Pilot, pomocnik pilota                                   | Odległość w km | Miejsce lądowania            |
| ----------------- | ----------------------- | -------------------------------------------------------- | -------------- | ---------------------------- |
| 1.                | Katowice, 1200 m³       | por. Stanisław Kotowski ppor. Kazimierz Siemaszkiewicz   | 380            | Załucze                      |
| 2.                | Legionowo, 1200 m³      | pp. Zygmunt Paciorkowski pp. Feliks Paczkowski           | 378,8          | Potocze                      |
| 3.                | Sanok, 1600 m³          | por. Bronisław Kobylański dyrektor inż. Władysław Kubica | 375            |                              |
| 4.                | Mazowsze,               | kpt. Michał Ptasiński ppor. Czesław Wrzesień             | 370            | Serafińce w pow. Horodenka   |
| 5.                | Hel, 750 m³             | kpt. Antoni Stencel red. Jerzy Osiński                   | 355            | Matyjarce pod Kołomyją       |
| 6.                | Łódź, 750 m³            | kpt. Stanisław Brenk Tadeusz Więckowski                  | 320            | Pochowy pod Mikuliczynem     |
| 7.                | Syrena, 1200 m³         | Zbigniew Smólski Franciszek Derengowski                  | 230            | Wyżłów koło Łowcznego        |
| 8.                | Mestwin, 1200 m³        | Witold Pietraszewski Czesław Grodzki                     | 85             | Wesoła pow. Brzozów          |
| 9.                | Gryf, 1200 m³           | por. Czesław Dratwa por. Szubert                         | 75             | Kuciboj pod Rzeszowem        |
| zdyskwalifikowany | Poznań, 750 m³          | Bronisław Kasprzak inż. Marian Łańcucki                  |                | w Rumunii                    |
| zdyskawlifikowany | Pomorze, 900 m³         | Kazimierz Mensch por. Michał Zub                         |                | w Rumunii                    |
| zdyskwalifikowany | Mościce I, 750 m³       | inż. Leszek Krzyszkowski inż. Halina Szorcowa            |                | Werecki Niż w Czechosłowacji |

## Nagrody
Zwyciężył balon Katowice. Najdłużej w powietrzu, bo 19 godzin, utrzymał się balon Hel. Nagrodę zespołową otrzymał Aeroklub Warszawski. 19 listopada 1938 w lokalu Aeroklubu Rzeczypospolitej Polskiej odbyła się uroczystość rozdania nagród. Z tej okazji wyświetlono film z zawodów.